# بيتر ستويانوفيتش
بيتر ستويانوفيتش (بالسلوفينية: Peter Stojanovič)‏ (18 مارس 1990 بليوبليانا في سلوفينيا - ) هو لاعب كرة قدم سلوفيني في مركز الوسط. لعب مع نادي أولمبيا ليوبليانا ونادي تساليه ونادي كوبر وNK Zagorje ‏ وFC ŠTK 1914 Šamorín ‏ ونادي بودبريزوفا وNK Krka ‏ وبيزانيا نوفي بلغراد ‏.

## وصلات خارجية
- بيتر ستويانوفيتش على موقع قاعدة بيانات كرة القدم.إي يو (الإنجليزية)
- بيتر ستويانوفيتش على موقع Soccerway.com (الإنجليزية)